# Fontelas (Peso da Régua)
Fontelas es una freguesia portuguesa del concelho de Peso da Régua, con 3,34 km² de superficie y 909 habitantes (2001). Su densidad de población es de 272,2 hab/km².